# Absenteísmo escolar

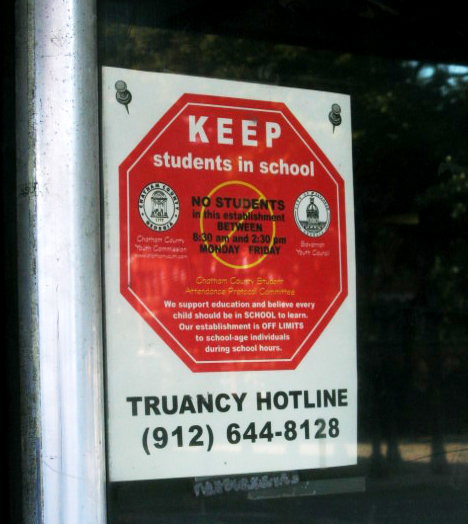
Campanha de combate ao absenteísmo nos Estados Unidos

O absenteísmo ou absentismo escolar é a ausência não justificada de estudantes nas escolas. Em geral, o absenteísmo é estudado em países com sistemas educacionais obrigatórios, e não inclui a ausência justificada, por atestados médicos, por exemplo. No Brasil, verifica-se que a principal causa do absenteísmo, justificado ou não, no ensino fundamental são as doenças respiratórias. No país, são obrigatórios a educação infantil, o ensino fundamental e o ensino médio, dos 4 aos 17 anos de idade. O artigo 208 da Constituição Federal do Brasil estabelece a responsabilidade do Poder Público e das instituições de ensino privadas sobre o controle da frequência escolar.
Segundo o Unicef, a permanência na escola por mais tempo garante aos estudantes uma aprendizagem mais ampla e consciente.